# Flashforward (série télévisée)
Pour les articles homonymes, voir Flashforward (homonymie).
Flashforward est une série télévisée américaine en 22 épisodes de 42 minutes, créée par Brannon Braga et David S. Goyer d'après le roman de Robert J. Sawyer et diffusée du 24 septembre 2009 au 27 mai 2010 sur le réseau ABC et en simultané au Canada sur /A\.
En France, la série est diffusée depuis le 1er juillet 2010 sur Canal+ et rediffusé en clair à partir du 11 mai 2011 sur TF1,, à partir du 30 mai 2013 sur HD1, en Suisse, depuis le 25 août 2010 sur TSR1, en Belgique, depuis le 19 septembre 2010 sur RTL-TVI et au Québec, elle est diffusée depuis le 22 novembre 2010 sur Ztélé. Depuis début 2022 la série est proposée en streaming sur la plateforme Disney+.

## Synopsis
Un black-out planétaire de 2 minutes et 17 secondes provoque le chaos à travers le monde. Pendant ce court instant, chaque personne découvre, par une mystérieuse vision, son propre futur. La vie de chacun va ainsi en être transformée pour toujours.

## Distribution

### Acteurs principaux
- Joseph Fiennes (VF : Bruno Choël) : Agent spécial Mark Benford
- John Cho (VF : Jérémy Prévost) : Agent spécial Demetri Noh
- Sonya Walger (VF : Stéphanie Lafforgue) : Dr Olivia Benford
- Jack Davenport (VF : Tony Joudrier) : Pr Lloyd Simcoe
- Zachary Knighton (VF : Raphaël Cohen) : Dr Bryce Varley
- Courtney B. Vance (VF : Bruno Dubernat) : Directeur adjoint Stanford Wedeck
- Peyton List (VF : Olivia Luccioni) : Nicole Kirby
- Christine Woods (VF : Julie Dumas) : Agent spécial Janis Hawk
- Brían F. O'Byrne (VF : Nicolas Marié) : Aaron Stark
- Dominic Monaghan (VF : Vincent Ropion) : Pr Simon Campos

Photos des acteurs principaux
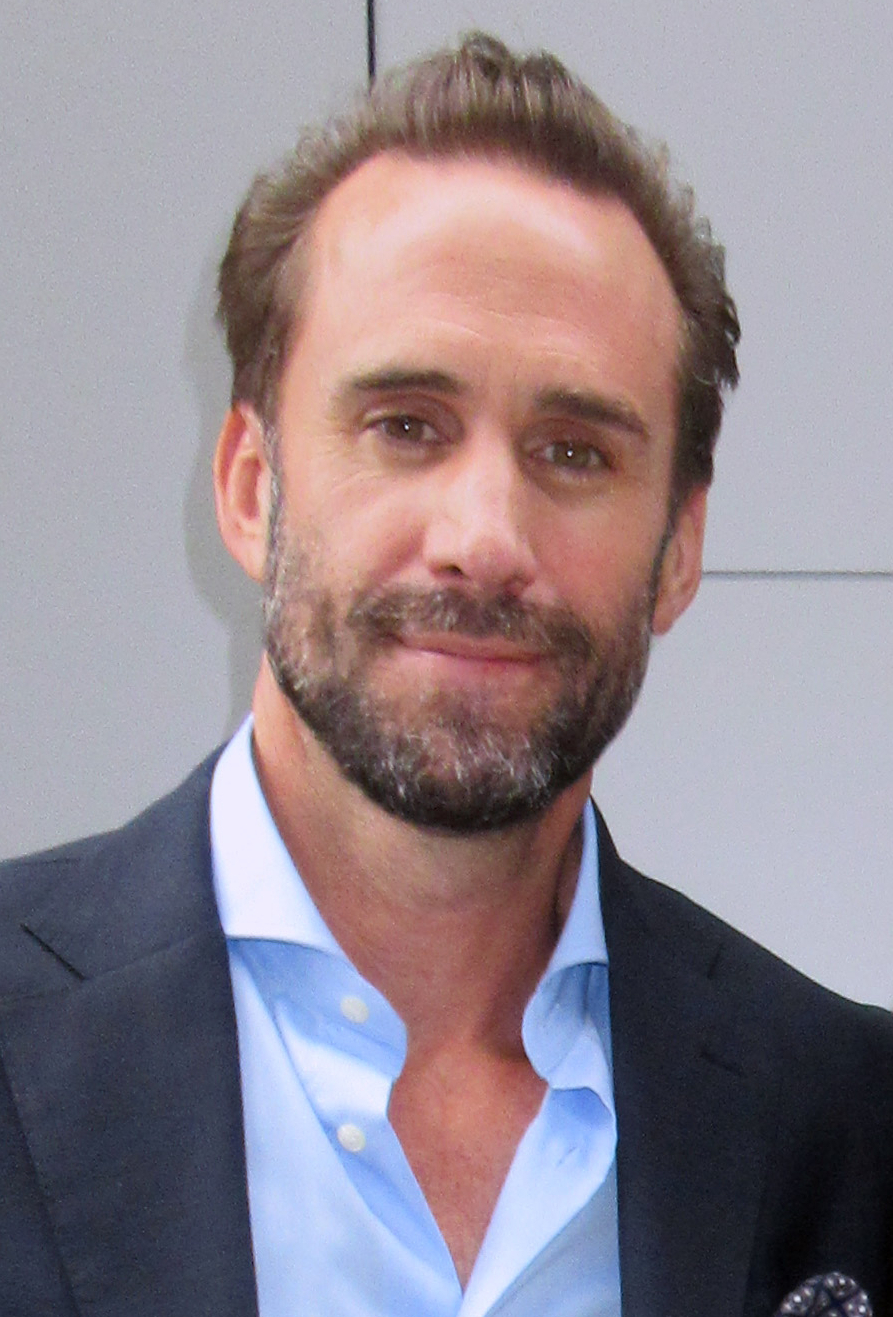
Joseph Fiennes interprète Mark Benford
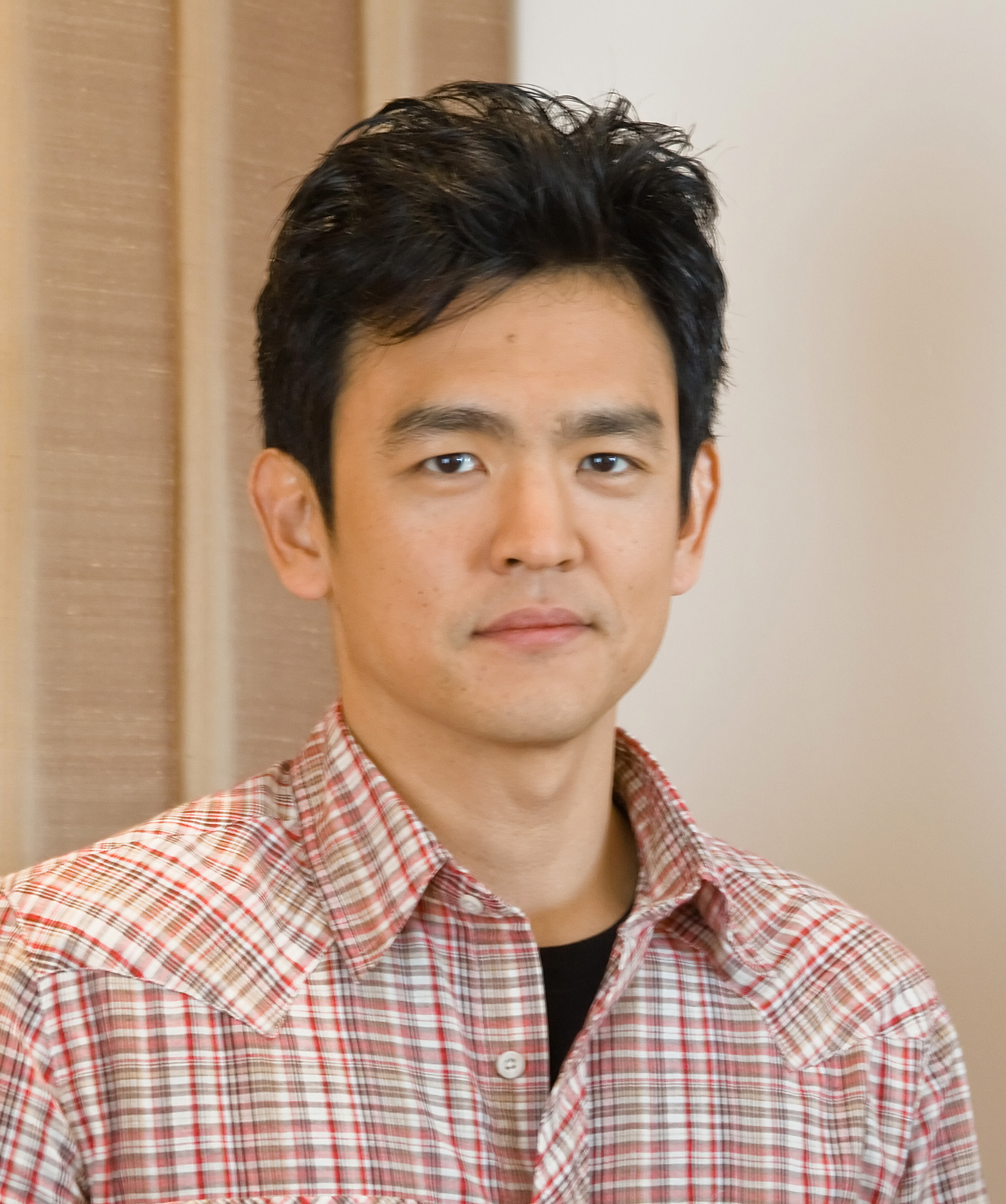
John Cho interprète Demetri Noh
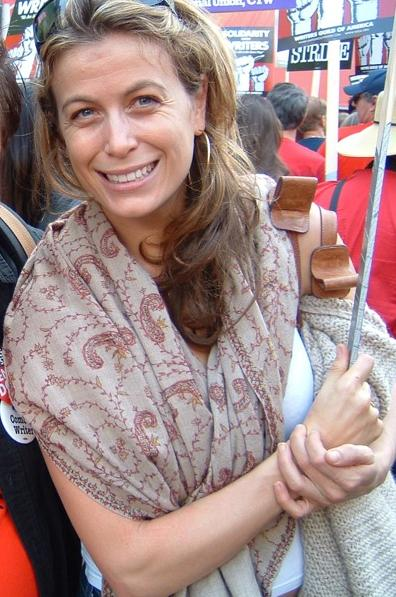
Sonya Walger interprète Olivia Benford
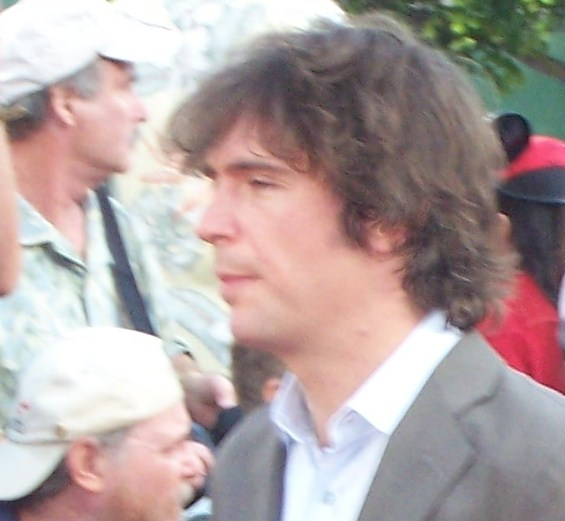
Jack Davenport interprète Lloyd Simcoe
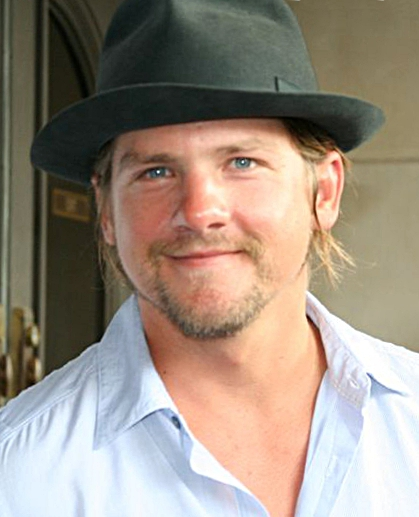
Zachary Knighton interprète Bryce Varley
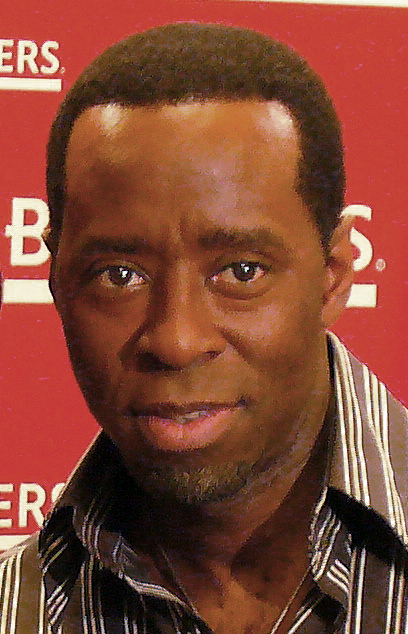
Courtney B. Vance interprète Stanford Wedeck
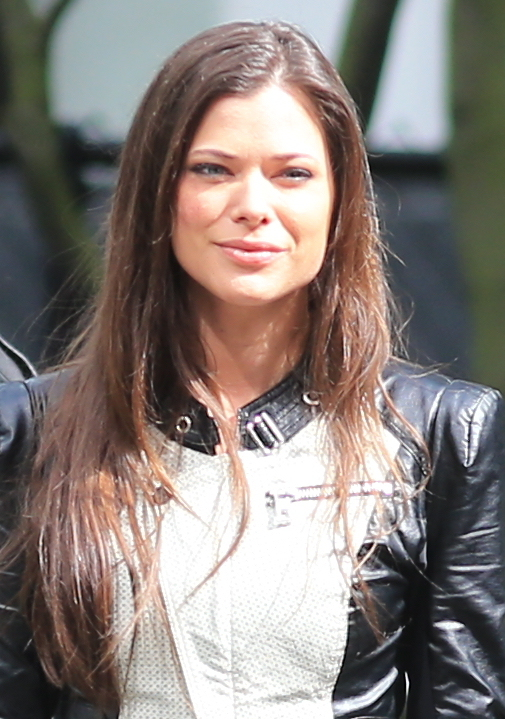
Peyton List interprète Nicole Kirby
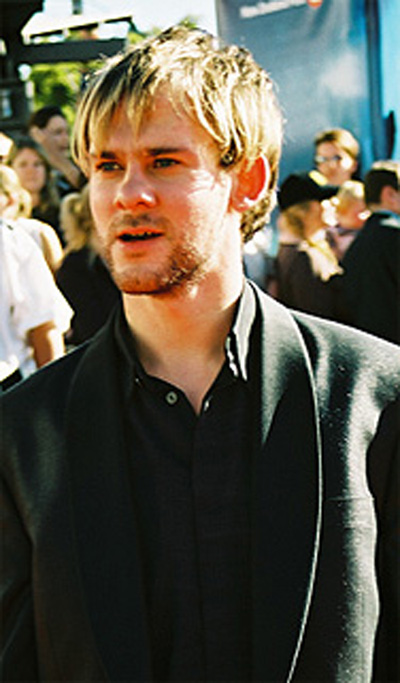
Dominic Monaghan interprète Simon Campos

### Acteurs récurrents
- Barry Shabaka Henley (VF : Saïd Amadis) : l'agent Vreede
- Lee Thompson Young (VF : Ludovic Baugin) : Al Gough
- Genevieve Cortese (VF : Marie-Eugénie Maréchal) : Tracy Stark
- Lennon Wynn (VF : Manon Corneille) : Charlie Benford
- Ryan Wynott (en) (VF : Titouan Guillemot) : Dylan Simcoe
- Cynthia Addai-Robinson (VF : Cécile Sportès) : Debbie
- Rachel Roberts (VF : Christine Bellier) : Alda Hertzog
- Shohreh Aghdashloo (VF : Zaïra Benbadis) : Nhadra Udaya
- Amy Rosoff (VF : Marie Diot) : Marcie Turoff
- Gabrielle Union (VF : Mbembo) : Zoey Andata
- Jonathan Levit (en) (VF : Yann Guillemot) : Martin Dewey
- Michael Massee (VF : Vincent Violette) : Dyson Frost
- Michael Ealy (VF : Daniel Njo Lobé) : Marshall Vogel
- Alex Kingston (VF : Catherine Privat) : l'agent du MI6 Fiona Banks
- Neil Jackson (VF : Stéphane Fourreau) : Lucas Hellinger
- Annabeth Gish (VF : Marjorie Frantz) : Lita
- Yūko Takeuchi (VF : Sandra Valentin) : Keiko Arahida
- James Callis (VF : Julien Sibre) : Gabriel McDow
- Mark Famiglietti (VF : Denis Laustriat) : Mike Wilingham

### Invités
- Timbaland : l'homme s'occupant des archives du FBI (épisode 13)
- Navi Rawat : la petite-amie de l'agent spécial Janis Hawk (épisode 5)
- Peter Coyote : le Président des États-Unis

- Version française réalisée par
Société de doublage : Dubbing Brothers[9]
Direction artistique : Laurent Dattas[9]
Adaptation des dialogues : Jonathan Amram, Philippe Sarrazin et Cynthia Perin[9]

 Source et légende : version française (VF) sur RS Doublage et Doublage Séries Database

## Production
La série est initialement développée par HBO mais la chaine pense que le projet devrait être plutôt développé pour la télé conventionnelle. En septembre 2008, ABC récupère alors les droits de la série, souhaitant frapper fort en apportant un successeur en six saisons à Lost : Les Disparus. L'épisode pilote est écrit par David S. Goyer (qui le réalise aussi) et Brannon Braga, d'après le roman de Robert J. Sawyer. Les producteurs exécutifs aux côtés de Goyer et Braga sont, Jessika Borsiczky Goyer, Vince Gerardis, et Ralph Vicinanza.
Le casting principal débute en décembre, avec entre autres Jack Davenport et Courtney B. Vance, Joseph Fiennes et John Cho, Sonya Walger et Christine Woods, Zachary Knighton, Brían F. O'Byrne et Peyton List.
Le 8 mai 2009, ABC commande la série avec treize épisodes initiaux et annonce une semaine plus tard lors des Upfronts qu'elle sera diffusée dans la case du jeudi à l'automne.
En juillet, Dominic Monaghan et Gabrielle Union rejoignent la distribution, suivi en octobre de Michael Ealy et Paula Newsome.
Le 12 octobre, ABC annonça une saison complète de 24 épisodes. Le 20 octobre 2009, il a été annoncé que le producteur exécutif Marc Guggenheim quitte son poste de showrunner. Un mois plus tard, la production est arrêtée pour six jours dans le but de peaufiner les scénarios. En décembre, ABC offre un pause hivernale dans la diffusion, puis réduit sa commande à 23 épisodes.
Le 5 février 2010, Goyer a annoncé qu'il quittait ses fonctions de "showrunner" afin de se concentrer sur la réalisation de longs métrages. Il est resté impliqué dans la série, cependant Goyer a été remplacé dans ses fonctions de "showrunner", par sa femme, Jessika, avec Lisa Zwerling et Timothy J. Lea. ABC réduit sa commande à 22 épisodes,.
Le 14 mai 2010, ABC annonce que la série n'aura pas de seconde saison.

## Épisodes
Chaque générique d'épisode contient une image cachée qui donne un indice sur ce qui va se passer dans l'épisode.
1. Black-Out (No More Good Days)
2. Les Premières Pièces (White To Play)
3. 137 secondes (137 Sekunden)
4. Le Cygne noir (Black Swan)
5. Meilleurs Ennemis (Gimme Some Truth)
6. La Main bleue (Scary Monsters and Super Creeps)
7. Changer les règles (The Gift)
8. Dernière Carte (Playing Cards With Coyote)
9. Une raison de vivre (Believe)
10. A 561984 (A561984)
11. Le Choix de Simon (Revelation Zero - Part 1)
12. Suspect zéro (Revelation Zero - Part 2)
13. Actions, réactions (Blowback)
14. Les Meilleurs Anges (Better Angels)
15. Le Sacrifice de la reine  (Queen Sacrifice)
16. Avant que la mort nous sépare (Let No Man Put Asunder)
17. Bâtiment 7 (The Garden Of Forkings Paths)
18. L'Infiltrée (Goodbye Yellow Brick Road)
19. C'était écrit (Course Correction)
20. Dernière Ligne droite (The Negotiation)
21. Le Jour J / Compte à rebours (Countdown)
22. Bienvenue dans le futur / L'Heure H (Future Shock)

## Accueil

### Critiques
FlashForward a reçu des critiques généralement positives, avec un score de 72⁄100 sur Metacritic basé sur 26 critiques.
Sur Rotten Tomatoes, la série obtient un score de 80 % basé sur 35 avis.
En France, l'accueil est aussi positif, le site Allociné lui donne une note 3.7⁄5 basée sur 298 avis.

### Audiences

#### Aux États-Unis

Graphique montrant le taux d'audiences de la série aux États-Unis.

Bien que le public américain ait été visionné par 12,47 millions de téléspectateurs dans l'épisode Pilote, les cotes de l’émission ont rapidement chuté pour atteindre environ un tiers de ce chiffre. La programmation de la série aux États-Unis a été jugée responsable par certaines personnes ; un hiatus prolongé inattendu peut avoir contribué à la détérioration de la base des fans. Toutefois, dans d’autres pays, tels que le Royaume-Uni, où la série a été programmée aux heures de grande écoute de la télévision terrestre, les cotes d’audience ont également diminué. La série a été diffusée sur Channel 5, une chaîne dont les chiffres de visionnage sont relativement médiocres par rapport à ses pairs.
La série a été regardée par une moyenne de 7,14 millions de téléspectateurs par épisode, ce qui la classe au 44ème spectacle de la saison.
| Saison | Nombre d’épisodes | Diffusion originale | Diffusion originale | Diffusion originale | Diffusion originale            |
| Saison | Nombre d’épisodes | Années              | Début de saison     | Fin de saison       | Audience moyenne (en millions) |
| ------ | ----------------- | ------------------- | ------------------- | ------------------- | ------------------------------ |
| 1      | 22                | 2009-2010           | 24 septembre 2009   | 27 mai 2010         | 7,14                           |

## Distinctions

### Récompenses
- 62e cérémonie des Primetime Emmy Awards :
  - Meilleure coordination de cascade exceptionnelle
- Constellation Awards :
  - Meilleur scénario de film de fiction ou de télévision pour la science-fiction pour Brannon Braga et David S. Goyer pour l'épisode Black-Out (No More Good Days)

### Nominations
- 35e cérémonie des People's Choice Awards :
  - Nouvelle série dramatique préférée
- Image Awards :
  - Meilleure actrice dans un second rôle dans une série dramatique pour Gabrielle Union
- American Society of Cinematographers :
  - Meilleure réalisations exceptionnelles en matière de cinématographie en télévision épisodique / pilote pour Jeffrey Jur pour l'épisode Changer les règles (The Gift)
- 62e cérémonie des Primetime Emmy Awards :
  - Meilleure cinématographie exceptionnelle pour une série d'une heure
  - Meilleure composition musicale exceptionnelle pour une série (partition dramatique originale)
- Prix Hugo :
  - Meilleure présentation dramatique (formats long et court) pour Brannon Braga, David S. Goyer et Robert J. Sawyer pour l'épisode Black-Out (No More Good Days)
- Constellation Awards 2010 :
  - Meilleure série télévisée
- 8e cérémonie des Visual Effects Society Awards :
  - Meilleur effets visuels exceptionnels dans un programme de diffusion
  - Meilleur environnement créé exceptionnel dans une émission radiodiffusée ou commerciale
- Constellation Awards 2011 :
  - Meilleure série télévisée
  - Meilleur scénario de film de fiction ou de télévision pour la science-fiction

## DVD
Aux États-Unis, le DVD de la première partie de la saison est disponible depuis le 23 février 2010 et la saison complète est disponible en DVD et BluRay depuis le 31 aout 2010. En France, les DVD et BluRay de la saison complète sont sortis le 29 septembre 2010.